# Вечерна ръкавица
Дамските вечерни ръкавици са дълги ръкавици, носени от жените като официално облекло, обикновено до официално облекло като вечерна рокля или сватбена рокля. Сред тях най-дългите вечерни ръкавици се наричат „оперни ръкавици“. Частта „с дължина до лакътя или повече“ е ключът; ръкавици, които покриват значителна част от предмишницата, до малко под лакътя, могат законно да бъдат наречени „дълги ръкавици“ или „вечерни ръкавици“, но никога „Опера ръкавици“. В този случай терминът „Opera“ вероятно има повече общо с дължината, отколкото с повода, както се вижда и в „Ръкавици с дължина на операта“ и „Перли с дължина на операта“.
Много западни церемониални рокли произлизат от християнски ритуални костюми, особено в католическата църква, най-голямата християнска деноминация, където ритуалите са строго дисциплинирани и се изисква да се намали излагането на кожата. В отговор на тази тенденция в западния свят рокли с къси ръкави или без ръкави, като например нощен дрескод, трябва да се носят с дълги ръкавици до лакътя дори на официални събития и социални кръгове от висшата класа. Следователно тя има силно значение като официална рокля на свещено и строго място и се казва, че е изискана рокля на спретната и изчистена дама.
Дамските ръкавици за официално и полуформално облекло се предлагат в три дължини за жените: дължина на китката, лакътя и операта (над лакътя, обикновено достигаща до бицепса, но понякога до цялата дължина на ръката). Най-благородните ръкавици с дължина на операта са изработени по поръчка от бяла детска кожа. Много други видове кожа, най-често меки разновидности на говежди кожи, се използват за направата на ръкавици с дължина на операта; лачена кожа и велур са особено популярни като алтернативи на kidskin и често са по-достъпни от kidskin. Сатенените и еластични сатенени материали са изключително популярни, а има и масово произвеждани сортове. По-необичайните материали за ръкавици включват кожи, направени от сьомга, питон и скат.